# 오스틴 데이

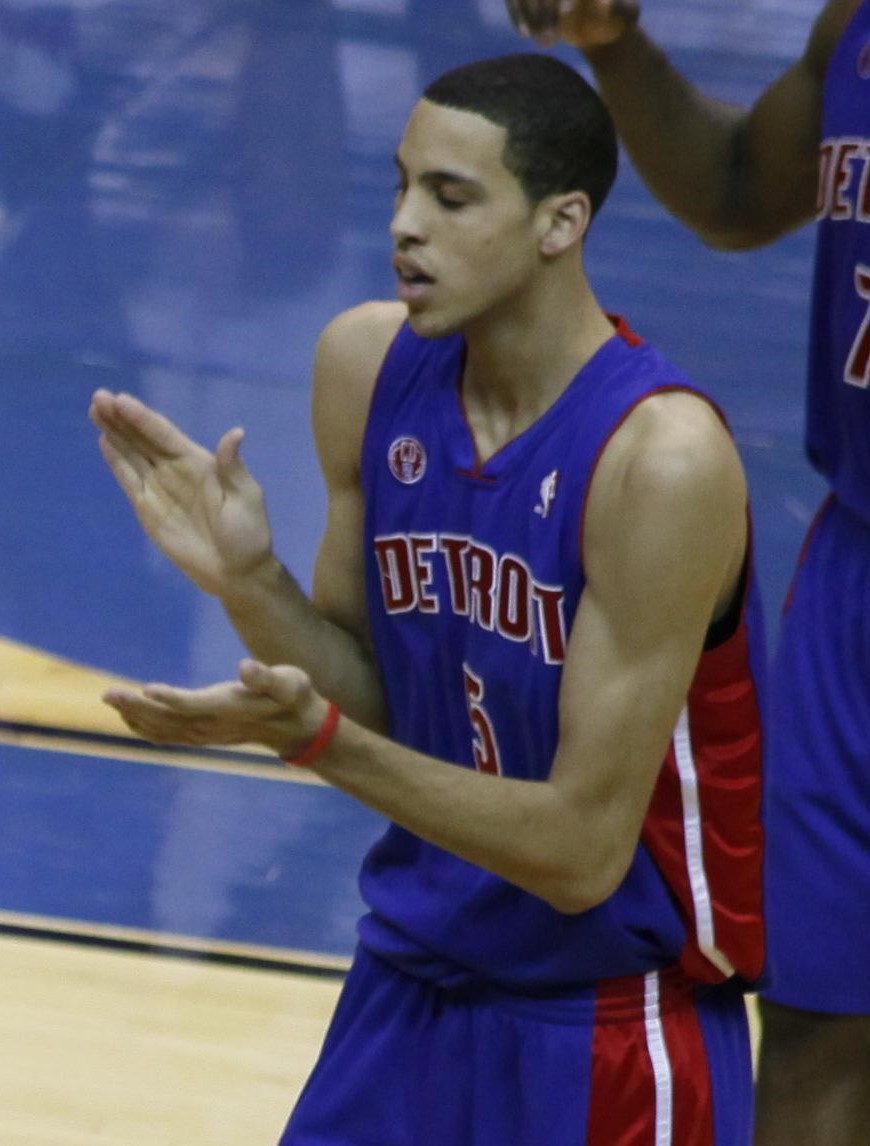

오스틴 데이(Austin Daye, 본명: 오스틴 대런 데이, Austin Darren Daye, 1988년 6월 5일 ~ )는 대만 프로농구 리그(TPBL)의 신베이 킹스 소속 미국 프로 농구 선수이다. 2009년 NBA 드래프트에서 디트로이트 피스턴스에 의해 전체 15순위로 드래프트되기 전에 곤자가에서 대학 농구를 했다. 피스톤스, 멤피스 그리즐리스, 토론토 랩터스, 샌안토니오 스퍼스, 애틀랜타 호크스에서 뛰었으며 러시아, 이탈리아 및 NBA 개발 리그에서도 시간을 보냈다. 데이는 2014년 스퍼스와 함께 NBA 챔피언십에서 우승했다. 우마나 레이어 베네치아와 함께 데이는 2019년 레가 바스켓 세리에 A 챔피언십, 2020년 이탈리아 농구 컵에서 우승했다. 또한 2019년 LBA 결승전과 2020년 이탈리아 농구컵 결승전에서 가장 가치 있는 선수로 선정되었다.

## 프로 경력
- 전미농구협회(NBA)(2009~2015)
- 러시아 프로농구리그(2011)
- NBA 개발 리그(2014, 2015)
- 레가 바스켓 세리에 A (2015-2016)
- 바레인 프리미어리그 (2016)
- 농구 토너먼트 (TBT) (2016, 2017)
- 갈라타사라이 오데아뱅크(2016~2017)
- 하포엘 예루살렘 (2017~2018)
- 레가 바스켓 세리에 A (2018-2022)
- 신베이 킹스 (2022-2023)
- 빅토리아 리베르타스 페자로 (2023)
- 뉴 타이페이 킹스 (2024~현재)